# Septembre 1831

## Événements
- Au cours d'un dîner « républicain » au Café de Paris avec Arago et Armand Carrel, Béranger chante l’admirable chanson : « Chateaubriand, pourquoi fuir ta patrie, fuir son amour, notre encens et nos soins ? »
- Septembre - Décembre : Tocqueville et Beaumont se dirigent vers le Sud. Après Boston (9 septembre-3 octobre), Philadelphie et Baltimore (12 octobre-22 novembre), ils séjournent à Cincinnati (14 décembre) puis décident d'aller à Charleston par La Nouvelle-Orléans. Leur bateau à vapeur est pris par les glaces sur le Mississippi peu avant Louisville (5 décembre). Dans des conditions très difficiles, ils doivent alors emprunter la voie de terre par Louisville, Nashville, Memphis. En route (12 décembre), Tocqueville, malade, doit rester alité dans une cabane en rondins glaciale au relais de poste de Sandy Bridge à 94 miles de Nashville ; il y contracte une maladie pulmonaire chronique.

- 2 septembre, France : Chateaubriand publie ses Etudes historiques.

- 3 septembre, France : Victor Hugo pose pour son buste par Jehan Duseigneur.

- 8 septembre : les troupes russes entrent à Varsovie. Le soulèvement est violemment réprimé après les défaites des nationalistes. La Russie soumet la Pologne à une politique de répression et de russification. La Pologne cesse d’exister comme nation. Les Russes entreprennent une destruction systématique de la nationalité polonaise. La Constitution, la Diète et l’armée polonaises sont abolies, les Polonais privés de leurs libertés individuelles. Les universités sont fermées, les étudiants envoyés en Russie, les catholiques persécutés. Dix mille patriotes s’exilent vers la Suisse, la Belgique et la France. Manifestations, émeutes, représailles sanglantes se succèdent.

- 9 septembre : le Vatican crée le vicariat apostolique de Corée, au moment où le pouvoir central réprime le catholicisme.
- 11 septembre : Frédéric Chopin arrive à Paris.

- 13 septembre, France : la Chambre des députés adresse à Casimir Perier une pétition demandant le retour des cendres de l'Empereur en France.

- 15 septembre : conférence de Bruxelles entérinant par les grandes puissances la séparation de la Belgique et de la Hollande en 24 articles.

- 16 - 19 septembre : on a appris à Paris la prise de Varsovie. Louis-Philippe refuse de soutenir les insurgés polonais contre la Russie (1830-1831) : Manifestations à Paris en faveur de la Pologne. Devant la Chambre des députés, le ministre Sébastiani déclare : « aux dernières nouvelles, la tranquillité règne à Varsovie » (résumé dans la formule célèbre : « L’ordre règne à Varsovie »).
  - Rémusat (Mémoires T2 p 534) : "Sur le mot fameux de l’ordre règne à Varsovie de Sébastiani, Rémusat : « Il en donna alors un exemple célèbre. En rendant compte dès le premier jour à la Chambre assez émue de la dépêche par laquelle il avait appris la prise de Varsovie, il voulut nous rassurer sur les suites immédiates de l'événement et pour nous dire que l'entrée du vainqueur n'avait pas été accompagnée des désordres et des violences que l'on pouvait craindre, il nous dit qu'au départ du courrier l'ordre régnait à Varsovie. Cela signifiait que Varsovie n'était pas mise à feu et à sang; l'opposition entendit que l'ordre était rétabli dans Varsovie. Cette interprétation fut, j'en ai peur, celle du public. »

- 17 septembre, France : Vivien quitte la préfecture de police.

- 18 septembre : José Joaquín Prieto devient président du Chili. Arrivée au pouvoir des conservateurs au Chili. Ils garderont le pouvoir jusqu'en 1861.

- 21 septembre, France : Louis-Philippe renonce à habiter au Palais-Royal et s’installe aux Tuileries.

## Naissances
- 13 septembre : Andrew Noble (mort en 1915), artilleur et balisticien écossais.
- 17 septembre : Adolphe-Jean-Baptiste Callot, (mort en 1897), peintre français.
- 21 septembre : George Henry Felt (mort en 1895), égyptologue américain.

## Décès
- 3 septembre : Frédéric Pluquet (né en 1781), chimiste et antiquaire français.
- 7 septembre : Samuel Latham Mitchill (né en 1764), médecin, naturaliste, homme politique, chimiste et géologue américain.